# Madia radiata
Madia radiata là một loài thực vật có hoa trong họ Cúc. Loài này được Kellogg mô tả khoa học đầu tiên năm 1870.